# Jerry E. Marsden

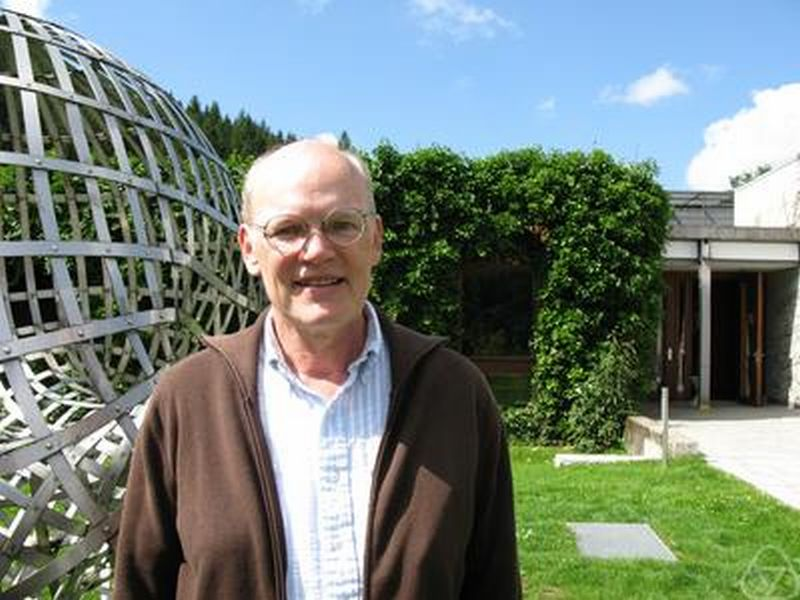
Jerrold E. Marsden

Jerrold E. Marsden (n. Ocean Falls, Columbia Británica, 1942 - 21 de septiembre de 2010, Pasadena, California), fue un matemático estadounidense y especialista en aplicaciones mecánicas, de renombre mundial.

## Trayectoria
Habiendo nacido en Ocean Falls (Columbia británica), en Canadá, Jerrold E. Marsden estudió matemáticas en la Universidad de Toronto. Al concluir la licenciatura en 1965 se trasladó a Princeton, donde se doctoró en 1968. 
Marsden fue profesor en Barkeley y el Instituto de Tecnología de California. Tras la concesión del premio alemán Alexander von Humboldt, en 1991, estuvo como profesor invitado en Hamburgo, y en 1999 por la Universidad de Múnich.
Destacó en la fusión de la Matemática Fundamental —sobre la que escribió un libro maestro— con la Matemática Aplicada; desarrolló una amplia indagación en mecánica geométrica, estudió mecánica de cuerpos rígidos, mecánica de fluidos, elasticidad, teoría de campos, sistemas dinámicos y control, también estudió física de plasmas e incluso relatividad. Trabajó asimismo en astronáutica (el Titan surf es uno de sus logros) en el Instituto de Tecnología de California, donde trabajó al final.
Dirigió 44 tesis (fue muy activo con sus alumnos) y publicó numerosos artículos, pero es además muy conocido por sus libros claros y profundos de introducción a la matemática que ha formado a muchos estudiantes: Calculus y Cálculo vectorial, en diversas ediciones, son excelentes introducciones al cálculo superior. Era miembro del Comité Editorial del Journal of Geometric Mechanics. 
Marsden fue galardonado con el Premio canadiense Jeffery-Williams (1985), el Premio Norbert Wiener, de Matemática Aplicada (1990); el Premio Alexander von Humboldt (1991), el Premio Max Planck (2000), y el Premio von Neumann, concedido por SIAM (2005).

## Obras
- Foundations of Mechanics, con Ralph Abraham, 1966, ampliada en The Benjamin / Cummings 1978 y ss. ISBN 0-8050-0102-X
- Lectures on Mechanics, Cambridge University / London Math. Soc, 1992 ISBN 0-521-42844-0.
- Mathematical Foundations of Elasticity, Prentice Hall (1983), Dover, 1994, con Thomas J. R. Hughes. ISBN 978-0-4866-7865-8.
- Applications of Global Analysis in Mathematical Physics, Lecture Note Series, UC Berkeley Mathematics (1976).
- A Mathematical Introduction to Fluid Mechanics, 3ª ed., Springer (1993), con Alexandre Chorin.
- The Hopf Bifurcation and Its Applications, Applied Mathematical Sciences, 19 Springer-Verlag (1976) con M. McCracken.
- Calculus, I, II, III, Nueva York, Springer, 1980 (2ª 1985), con Alan Weinstein
- Calculus Unlimited, Benjamin/Cummings (1981) con Alan Weinstein.
- Basic Multivariable Calculus, Springer (1992), con  A. Tromba y A. Weinstein.
- Vector Calculus, Nueva York, Freeman, 2003 (5ª ed.). Tr.: Cálculo vectorial, Pearson Addison-Wesley, 2009, ISBN 978-84-7829-069-7, con Anthony Tromba
- Elementary Classical Analysis, 2ª ed., W. H. Freeman (1993) Análisis clásico elemental, México, A. Wesley, 1993, con M. Hoffman.
- Basic Complex Analysis, 3rd ed., W. H. Freeman (1998) con M. Hoffman.
- Manifolds, Tensor Analysis, and Applications, Springer (1988), con R. Abraham y T. S. Ratiu.
- Introduction to Mechanics and Symmetry, Texts in Applied Mathematics, vol. XVII, Springer (1994), con T. S. Ratiu.
- Hamiltonian Reduction by Stages, Springer-Verlag (2007), con G. Misiolek, J.-P. Ortega, M. Perlmutter y T. S. Ratiu.

## Enlaces
- J E. Marsden's webpage
- Laudation Max Planck Research Award
- Matemáticas y sus fronteras, por M. de León

- Datos: Q574589
- Multimedia: Jerrold E. Marsden / Q574589